# Asa S. Bushnell
Asa Smith Bushnell I né le 16 septembre 1834 à Rome (New York) et mort le 15 janvier 1904 à Columbus (Ohio), est un homme politique républicain américain. Il est le 40e gouverneur de l'Ohio. Il fut président de la « Warder, Bushnell and Glessner Company », devenue ensuite International Harvester, puis Navistar International. Il a également été président de la « Springfield Gas Company » et de la « First National Bank of Springfield ».

## Biographie
Né à Rome (New York), Bushnell emménage à Springfield, Ohio à l'âge de 17 ans. Pendant la guerre de Sécession, il lève une compagnie pour le 152e régiment d'infanterie de l'Ohio, et sert en tant que capitaine de mai à septembre 1864. En 1884, il est grand électeur lors de l'élection présidentielle, soutenant la candidature de James G. Blaine. Il succède au poste de gouverneur de l'Ohio à William McKinley, pour deux mandats entre 1896 et 1900.

### Loi anti-trust
En 1898, Bushnell signe le « Valentine Antitrust Act », renforçant le « Sherman Antitrust Act », interdisant l'entente illicite.

## Vie privée

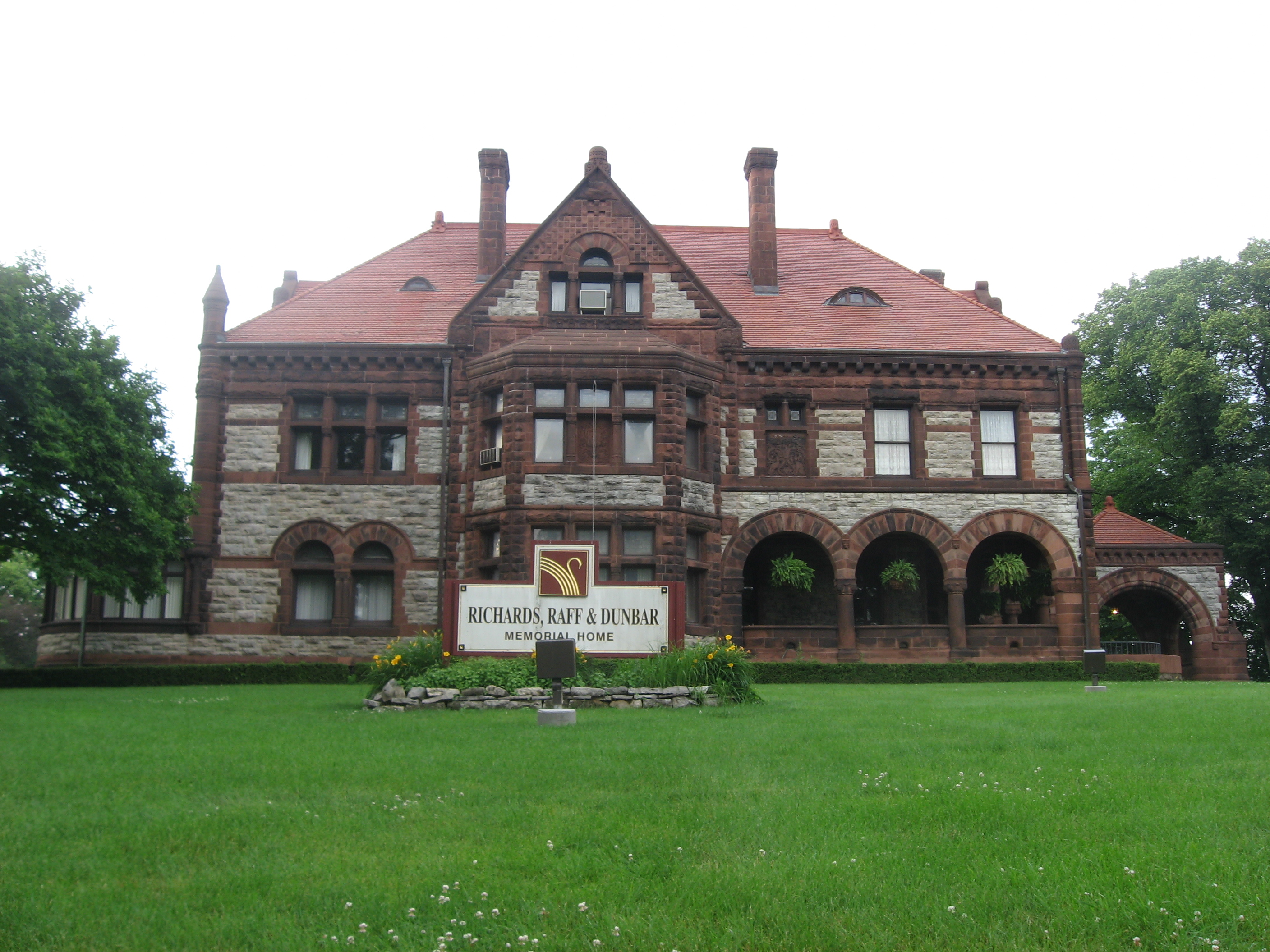
Bushnell Mansion (reconvertie en funérarium)

Le 17 septembre 1857, il épouse Ellen Ludlow de Springfield ; ils auront deux filles et un garçon. Il était franc-maçon, membre de la Grand Army of the Republic et de l'Église épiscopalienne méthodiste.
La demeure que la famille Bushnell fait bâtir à Springfield est de style roman richardsonien. Elle est construite par l'entreprise d'Henry Hobson Richardson peu après son décès. Les associés de Bushnell, Benjamin Head Warder (en) et John Glessner, ayant déjà fait appel au célèbre architecte pour leurs demeures respectives : Warder Mansion (en) à Washington DC, et la John J. Glessner House à Chicago. Cette dernière est considérée comme l'une des plus grandes réussites de l'architecte.
Cette demeure est inscrite au Registre national des lieux historiques,.

### Décès
En 1904, Bushnell assiste à l'intronisation du gouverneur Myron T. Herrick à Columbus. Après la cérémonie, sur le chemin du retour, il fait une attaque d'apoplexie et meurt quatre jours plus tard à l'hôpital de Columbus,.

## Sources
- (en) William Alexander Taylor et Aubrey Clarence Taylor, Ohio statesmen and annals of progress: from the year 1788 to the year 1900 ..., vol. 2, State of Ohio, 1899 (présentation en ligne)
- (en) The National cyclopaedia of American biography: being the history ..., vol. 8, New York, James T White and Company, 1900, 43–44 p. (présentation en ligne)